# Karl Appel von Kapocsányi
Karl Appel von Kapocsányi (* 1773 in Ludwigsburg; † 6. Januar 1839 in Pest) war ein ungarischer Landwirt.

## Leben
Karl Appel studierte am Königlichen Institut in Stuttgart. Dort machte er Bekanntschaft mit einem Grafen Hunyadi, der gerade durch Deutschland reiste. Appel folgte ihm nach Ungarn, wo er als Verwalter der Güter des Grafen eingesetzt wurde. Daneben kümmerte er sich um die Güter der Grafen Karl und Michael Esterházy sowie des gleichnamigen Fürsten, und auch um die des Fürsten Antal Grassalkovich III.
Appels Lebensverdienst ist die Verwaltung dieser Güter. Außerdem machte er sich darum verdient, die Veredelung bei der Schafzucht voranzutreiben. Dies geschah in den Züchtereien der Güter. Dies sorgte dafür, dass die Wolle aus diesen Züchtereien zu den besten Schlesiens gehörte.
Wegen seiner Verdienste wurde Appel von Kaiser Franz II. in den Adelsstand Ungarns erhoben.